# Радиша Радосављевић
Радиша Радосављевић — Шоша (Бјелуша, код Ариља, 1. септембар 1918 — Босанско Грахово, 28. октобар 1942), учесник Народноослободилачке борбе и народни херој Југославије.

## Биографија
Рођен је 1. септембра 1918. године у селу Бјелуши, код Ариља. Основну школу је завршио у родном месту, а након тога је отишао на изучавање заната. Упоредо са учењем зната, како би се прехранио, радио је као надничар. Након завршеног авиомеханичарског заната запослио се у Ваздухопловној служби Југословенске војске. На служби у Југословенском краљевском ратном ваздухопловству остао је до Априлског рата 1941. године, када се након капитулације Југословенске војске вратио se у родно место.
Септембра 1941. године ступио је у партизане, у Ариљску чету Ужичког партизанског одреда. Пошто је имао раније војничко искуство био му је поверен пушкомитраљез. Као борац-пушкомитраљезац добио је надимак „Шоша”, по митраљезу истоимене марке. Истицао се већ у првим борбама у којима је учествовао. Посебно се истакао у борбама против четничких јединица, које су заједно са недићевцима, у јесен 1941. године водиле борбу против партизана. Учествовао је у борбама против четника у Ивањици и у Прањанима.
Истицао се и у жестоким борбама против немачких и недићевских снага у западној Србији, у току последње фазе Прве непријатељске офанзиве, крајем новембра и почетком децембра 1941. године. У то време вођене су непрекидне борбе на правцима Крагујевац—Горњи Милановац—Чачак и Крагујевац—Кнић—Чачак, а потом на правцима који су од Чачка и Ужица водили према Златибору и даље ка Санџаку, где се повукла главнина партизанских снага. У свим овим борбама Шоша се истицао храброшћу. Од средине децембра 1941. године његова чета се налазила у саставу Групе српских партизанских батаљона, који су деловали у Санџаку, делу западне Србије и источне Босне и од којих је 1. марта 1942. године у Чајничу формирана Друга пролетерска ударна бригада.
Од ступања у Другу пролетерску бригаду, у њен Први ужички батаљон учествовао је у свим њеним борбама. Најпре у источној Босни — Борике, Власеница, Сребреница, Романија, Хан Пијесак, Рогатица, Борач, а потом у борбама против окупатора и четничких снага, након чега је била створена ослобођењна територија са центром у Фочи. Током маја и јуна 1942. године, током Треће непријатељске офанзиве, учествовао је у борбама на сектору Фоча, Горажде, Чајниче, Пљевља, Дурмитор и потом у Херцеговини, код Гацка и Чемерна. Ове борбе имале су велики значај за успешно повлачење главнине партизанских снага из Санџака и Црне Горе у област Тромеђе, одакле је кренуо поход пролетерских бригада у Босанску крајину.
У походу у Босанску крајину, са Зеленгоре и обала Дрине и Сутјеске, учествовала је и Друга пролетерска бригада, која се истакла у борбама код Калиновика, на прузи Сарајево—Мостар, на сектору Травника и Бугојна. У свим овим борбама Шоша се истицао, а за подвиге приликом напада на Купрес, августа 1942. године, био је похваљен од стране Врховног команданта НОП и ДВ Југославије Јосипа Броза Тита. Истицао се и у борбама за ослобођење Мркоњић Града, у разбијању четника на Мањачи и у борбама за прво ослобођење Јајца.
По наређењу Врховног штаба НОП и ДВЈ, крајем октобра 1941. године, Прва и Друга пролетерска и Четврта крајишка бригада су извршиле напад на италијанско-четничке снаге у Босанском Грахову. У тешким борбама, које су вођене неколико дана, партизанске снаге су успеле да сломе спољну одбрану града, али сам град није био заузет. У једном од јуриша на непријатељске снаге, које су биле утврђене у болници у Грахову, 28. октобра 1942. године, погинуо је Радиша Радосављевић Шоша. Сахрањен је на оближњем гробљу.
Указом Президијума Народне скупштине ФНР Југославије, 20. децембра 1951. године, проглашен је за народног хероја.
Улица Хероја Шоше у Ариљу, носи име у његову част, а на његовој родној кући у Бјелуши је постављена спомен-плоча.